# Wladimir Wladimirowitsch Martynenko

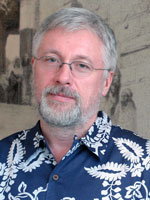
Wladimir Martynenko

Wladimir Wladimirowitsch Martynenko (russisch Владимир Владимирович Мартыненко; * 24. März 1957 in Kiew, Ukrainische Sozialistische Sowjetrepublik) ist ein russischer Soziologe, Politologe und Wirtschaftsfachmann.
Er ist Doktor der Politikwissenschaften, Professor und stellvertretender Leiter des Zentrums für angewandte und sozialpolitische Analyse der Russischen Akademie der Wissenschaften, kurz RAN (ISPI RAN) für die Durchführung wissenschaftlicher Arbeiten.
Die Hauptrichtungen seiner wissenschaftlichen Tätigkeit sind Wirtschaftssoziologie, politische Soziologie, Erforschung der sozialen und strukturbildenden Bedeutung der monetären Kreditverhältnisse sowie kritische Analyse des Marxismus und des Problems der Vulgarisierung liberaler Theorien.

## Wissenschaftliche Hauptergebnisse
- Erforschung von Widersprüchen und Überprüfung des wissenschaftlichen Wissensstandes in den Bereichen der politischen Philosophie und der Soziologie der Politik vor dem Hintergrund der modernen sozialpolitischen Realitäten; Feststellung von konzeptionellen Lücken in der Theorie der Sozialentwicklung; der Sozialontologie, der Erkenntnistheorie, der methodologischen Untersuchung der Staaten und der Zivilgesellschaft sowie der politischen Identifizierung von historischen Gesellschaftsformen; Entwicklung neuer Ansätze zur Bewertung der Aussichten der sozialen Evolution;
- Gestaltung neuer interdisziplinärer Bereiche der wissenschaftlichen Forschung – Soziologie der Geldpolitik und der „Macht des Geldes“, politische Soziologie der Kreditbeziehungen und Bankengeschäfte; Darstellung einer Kredittheorie der Gestaltung von Rechtsbeziehungen in der Gesellschaft sowie des Geldkonzeptes als einer Kategorie des sozialen Rechts; Präzisierung der sozialpolitischen Bedeutung der De-Monopolisierung der Geldemission;
- Entwicklung eines Konzepts der Sozialversicherung als Grundkomponente des Systems sozialer Funktionen eines Staates zur Minderung des Risikos der sozialen Spaltung; Entwicklung von sozial gerechten Kreditverhältnissen sowie Gewährleistung einer ausgewogenen sozialwirtschaftlichen Entwicklung der Gesellschaft.

## Hauptwerke
In den Monographien "Social science of monetary and financial relations" (2004) und "Unknown policy of the bank of Russia" (2004) wird erstmals eine grundsätzlich neue Herangehensweise zur Analyse von wesenhaften Eigenschaften des Geldes und der Evolution der Geldformen dargestellt, ein neues, sozial bedingtes Konzept der Geldpolitik und der Gewährleistung von Stabilität des Geld- und Kreditsystems wird vorgeschlagen. Konkrete Maßnahmen zur Transformation der Rolle und Unterordnung der Geldmacht im Gesamtsystem der Gewaltenteilung als Voraussetzung für die Entwicklung der Zivilgesellschaft und zur Überwindung innerer Widersprüche einer demokratischen Ordnung eines Staates werden formuliert und  theoretisch begründet. 
In der Monographie "Unknown policy of the bank of Russia" (2004) wird eine Komplexanalyse von Zielen und Methoden der Geld- und Kreditpolitik, die in Russland seit Anfang der 90er Jahre umgesetzt wurde, durchgeführt; überdies wird eine Analyse ihrer sozial-wirtschaftlichen und politischen Folgen vorgenommen. Die Tätigkeit und Ideologie der Zentralbank sowie der Regierung der RF im monetären Bereich werden kritisiert, dazu gehören Fragen zur Gestaltung eines effizienten Bankensystems und Probleme im Zusammenwirken von Zentralbank und Kommerzbanken. Der Autor schlägt ein grundsätzlich neues Konzept zur Durchführung der Geldemission vor, das eine Ablehnung beliebiger Sicherungen der Geldemission der Zentralbank voraussetzt. Umgekehrt müssen die Volumen der Geldemission der Zentralbank (im Rahmen des Refinanzierungsmechanismus und des Systems der Depositenversicherung) die Kredit- und Geldemission der Kommerzbanken selbst sichern. Die Geldemission der Zentralbank muss auf die Gewährleistung der Umsetzung von laufenden Geldverbindlichkeiten der Kommerzbanken gegenüber Gläubigern und Einlegern ausgerichtet werden.  
Die Ergebnisse der Erarbeitung einer Methodologie zur Aufzeigung sozialer Indikatoren, die den Transformationsprozess der Politik der Machtstrukturen von der im Sozialbereich gefragten Politik zur wirtschaftlich gesehen unberechtigten Politik kennzeichnet, werden in der Monographie "Ideology against economics" (2005) veröffentlicht, die als eine wichtige Etappe in der wissenschaftlichen Forschungstätigkeit gilt. Dieser Prozess führt dazu, dass das politische System an inneren Ressourcen sowie an Möglichkeiten, sich zu erneuern, verliert. 
In der Monographie "The caldera of state power" (2005) untersucht er die Rolle des Staates sowie dessen innere Gesetzlichkeit und die Widersprüche. Darin werden Methoden zur Beurteilung der von der Staatsmacht getroffenen und gesellschaftlich relevanten Entscheidungen dargestellt sowie die Frage untersucht, in welchem Maße sie den objektiven Bedürfnissen und Möglichkeiten ausgeglichener sozial-wirtschaftlicher Entwicklung entsprechen. Diese Monographie stellt die Ergebnisse einer grundlegenden Forschung zu theoretischen und praktischen Problemen des Zusammenwirkens der politischen Gesellschaft und der Zivilgesellschaft dar, zusammen mit den politisch-wirtschaftlichen und sozialen Aspekten der Finanz- sowie der Geld- und Kreditverhältnisse. Die Monographie enthält Konzepte und praktische Empfehlungen zur Optimierung der exekutiven, legislativen und judikativen Funktion sowie der „monetären“ Macht. Der Analyse der inneren Widersprüche in der marxistischen Theorie wird in dieser Monographie ein besonderer Platz eingeräumt. 
Die genannten Konzepte und Begründungen der vorgeschlagenen Empfehlungen werden in den darauffolgenden wissenschaftlichen Beiträgen sowie Monographien weiter entwickelt: „Social epistemology and policy“ (2008), „Social matrix of political knowledge“ (2008),  „Civil society: from political speculations and ideological mist to social knowledge and informed choice“ (2008). In den genannten Monographien werden Inhalte neuer interdisziplinärer Richtungen sozialer Forschung ausführlich definiert. Darüber hinaus wird die Notwendigkeit, sie wissenschaftlich zu vertiefen und zu entwickeln, begründet. Eine Theorie des Kreditwesens zur Gestaltung sozialer Rechte und des Sozialversicherungssystems sowie der sozialen Bedeutung der monetären Macht und Geldemission wird begründet. Dargestellt wird eine neue, sozial bedingte Interpretation des Geldes als eine Kategorie, die einen Prozess der Gestaltung der Rechte und Verpflichtungen der Sozialsubjekte in der Gesellschaft kennzeichnet. Definiert wird die sozialpolitische Bedeutung der historischen Evolution von Geldformen; festgelegt werden Inhalte, Ziele und Methoden der Umsetzung der Sozialpolitik sowie Strategien der Sozialversicherung und ihre Rolle bei der Systemgewährleistung einer ausgewogenen sozial-wirtschaftlichen Entwicklung und bei der Verhinderung des Risikos der sozialen Abspaltung. Die Gründe der sozialpolitischen Transformationen des Zivilgesellschaftskonzepts sowie die Umstände für das Wiederaufleben des wissenschaftlichen und praktischen Interesses an der Problematik der Zivilgesellschaft in der modernen Zeit werden untersucht.
In seiner Monographie "Fundamentals and specifics of a political science" (2010) wird das Theorieerbe im Bereich der politischen Philosophie, politischen Soziologie, politischen Ökonomie und Soziologie untersucht; die Hauptrichtungen und die Methodologie interdisziplinärer Forschungen in der Politik werden definiert.